# Ellen Marlow
Ellen Taylor Marlow (Dallas, Texas; 22 de febrero de 1994) es una actriz estadounidense, conocida por interpretar a Jemima Potts en Chitty Chitty Bang Bang de Broadway y Claire Lyons en la película The Clique, basada en los libros de Lisi Harrison. 

## Vida
Ellen Taylor Marlow nació en Dallas, Texas. Se trasladó a Austin, Texas a los 3 años donde empezó a practicar deporte y animación. Su amor por la actuación, y en particular por el teatro musical comenzó durante unas vacaciones familiares en New York City a los 4 años.  
Marlow se escolarizó en Texas, pero tras iniciar su carrera de actriz en serio con Chitty, combinaba su asistencia a una escuela pública de Burbank, California con clases particulares, según lo permitía su trabajo. Finalmente, se matriculó con Quality Education by Design (QED), una consultoria educativa de educación en el hogar.
Ellen se inició en el mundo del espectáculo mediante la música. Cubrió una amplia gama de estilos desde el hip-hop y rock duro a canciones de Espectáculo de Broadway. Ellen disfruta colaborando con su hermano mayor J.R., que es músico, compositor y coreógrafo.
Actualmente, reside en el área de Los Ángeles, pero visita Nueva York con frecuencia. También vuela a menudo a su casa en  Texas para visitar familiares y amigos.

## Carrera
Ellen Marlow interpretó el papel de Claire Lyons en la película de Warner Premiere The Clique basada en el superventas de Lisi Harrison que se publicó en otoño de 2008.
Ellen inició su carrera con el papel de Jemima Potts en la producción de Broadway Chitty Chitty Bang Bang, musical nominado a los Premios Tony y dirigida por Adrian Noble y coprotagonizada por Raúl Esparza y Philip Bosco. Fue elegida para el codiciado papel entre 3000 jóvenes aspirantes en una casting abierto. Con diez años, se trasladó a Nueva York, donde conseguiría el papel de Katarina en la puesta en escena de Doctor Zhivago del director neoyorquino Des McAnuff.
Antes de triunfar en Broadway, Marlow había participado en producciones regionales de Grease (en el papel de Sandy), Joseph y The Amazing Technicolor Dreamcoat y El Mago de Oz.
Además de numerosas apariciones en público cantando en apoyo de Chitty (incluyendo The Today Show), Ellen ha realizado el himno nacional en varios eventos deportivos en Texas y Nueva York. En cine, interpretó a la joven Fiona en Quid Pro Quo (dirigida por Carlos Brooks, protagonizada por Nick Stahl, Kate Burton y Vera Farmiga), que recibió críticas muy positivas en su estreno en el Festival de Sundance 2008.
Posteriormente Marlow continuó desarrollando su carrera en cine, televisión, teatro y música: ha aparecido en la producción de Jerry Bruckheimer para ABC, Sin identificar, protagonizada por Christian Slater así como en episodios de Cold Case,  CSI: Crime Scene Investigation y Criminal Minds.

## Filmografía
| Cine       | Cine              | Cine                      | Cine                      |
| Año        | Película          | Personaje                 | Notas                     |
| ---------- | ----------------- | ------------------------- | ------------------------- |
| 2008       | The Clique        | Claire Lyons              | Película directa a DVD    |
| 2008       | Quid Pro Quo      | Young Fiona               | Festival de Sundance 2008 |
| 2009       | What We Became    | Sunshine Harris           |                           |
| Televisión |                   |                           |                           |
| Año        | Título            | Personaje                 | Notas                     |
| 2008       | Cory in the House | "Up With Goodness Singer" |                           |
| 2008       | Cold Case         | Laura Finch               |                           |
| 2008       | The Today Show    | Performer/Guest           |                           |
| 2008       | Criminal Minds    | Lindsay                   | Episodio Risky Business   |
| 2009       | The Forgotten     | Amy Benedict              | 1 episodio                |
| 2010       | Hannah Montana    | Felicia "Feli" Unders     | 1 episodio                |